# میاس
شهر میاس (به روسی: Миасс) در کشور روسیه و در اوبلاست چلیابینسک واقع شده‌است.